# Hendrik van Steenwijk II
Pour les articles homonymes, voir Steenwyck.
Hendrick van Steenwijck II (aussi Steenwyck, Steinwick, dit le Jeune), né vers 1580 à Anvers et mort en 1649 à Leyde ou La Haye, est un peintre baroque flamand, qui est connu pour ses œuvres illustrant des intérieurs architecturaux, mais aussi des scènes bibliques et des natures mortes.

## Biographie
Né à Anvers en 1580, il est le frère cadet d'Helena Valckenborch. Avec ses parents, il quitte sa ville natale en 1586 pour vivre à Francfort-sur-le-Main. Il fut formé très tôt par son père,, le peintre hollandais Hendrik van Steenwijk I (ou Hendrik van Steenwijk l'Ancien, pionnier en matière d'illustration d'intérieurs architecturaux), et le seconda dans ses travaux. On différenciera très mal les œuvres de cette période : jusqu'au décès de son père en 1603, il ne signe pas ses peintures.
À la mort de son père en 1603, Van Steenwick le Jeune reprend l'étude de son père à Francfort, et est principalement actif dans cette ville et à Anvers de 1604 à 1615. Il y collabore avec les peintres baroques flamands tels que Frans I Francken et Jan Brueghel l'Ancien.
En 1615, il s'installe à Londres, où il est introduit à la cour d'Angleterre, peut-être par Antoine van Dyck. Il épouse Susanna Gaspoel qui devient Susanna van Steenwijk. Elle est également peintre illustratrice de constructions architecturales.
Van Steenwijk déménage à La Haye vers 1638, où il est peintre de la cour royale. Il s'installe ensuite à Leyde vers 1642, il y demeurera jusqu'à sa mort (à Leyde ou la Haye) en 1649.

## Œuvres

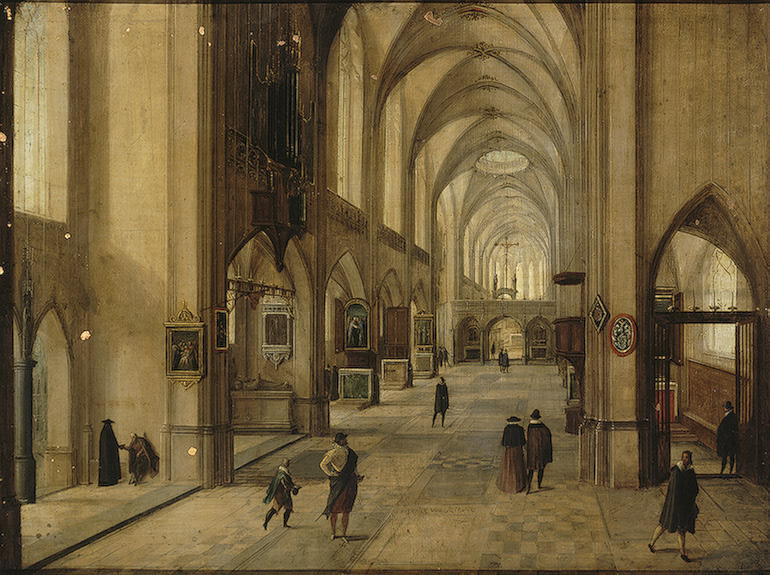
Intérieur d'une église de style gothique, vraisemblablement une illustration d'un projet de nouvelle extension de l'église Saint-Pancras de Leyde, daté de 1604.

L'œuvre qu'il a laissé est beaucoup plus importante que celle de son père. Il conçut des modèles d'architectures avec de nombreuses variantes : églises imaginaires, petites nefs bordées de bas-côté, intérieurs de nuits, etc.
Van Steenwijck est connu pour ses œuvres dépeignant des intérieurs imaginaires qui étaient basés sur l'intérieur de la Cathédrale Notre-Dame d'Anvers. Ces œuvres ont eu une grande influence sur les peintures de Pieter Neeffs I. Après son installation à Londres en 1615, il peint des décors extérieurs pour Antoine van Dyck et Daniel Mytens l'Ancien.
(Le nom des œuvres sont volontairement laissées dans la langue de leurs pays respectifs)
France
- 1608 : Intérieur d'église avec un sacristain désignant un tableau à des visiteurs, huile sur cuivre, 27 × 43 cm, musée du Louvre, Paris[4].
- 1610-1620 : Intérieur d’église, huile sur cuivre, 372 × 542 cm, musée des beaux-arts de Caen[5].
- 1610-1620 : Intérieur d'église gothique. Effet de nuit, huile sur toile, 123 × 174 cm, musée du Louvre, Paris[6],[7].
- 1610-1620 : Intérieur d'église avec visiteurs, huile sur cuivre, 26 × 37 cm, musée du Louvre, Paris[8].
- 1610-1620 : Intérieur de corps de garde ou prison de Saint-Pierre, huile sur bois, 32,3 × 41,4 cm, musée des beaux-arts de Caen[9].
- 1613 : Intérieur d’église, huile sur bois, 91,5 × 122,5 cm, musée des beaux-arts de Cambrai[10].
- 1613 : Intérieur d'église flamande, huile sur bois, 38 × 58 cm, musée Lambinet, Versailles[11].
- 1614 : Intérieur d'église avec personnages, huile sur cuivre, 32 × 41,5 cm, musée Calvet, Avignon[12].
- 1620 : Jésus chez Marthe et Marie, dont les figures sont attribuées à Cornelis van Poelenburgh. Huile sur toile, 68,5 × 105 cm, musée du Louvre, Paris[13].
- 1623 : Intérieur d’église, huile sur bois, 113 × 175 cm, musée du Hiéron, Paray-le-Monial[14].
- 1630-1640 : Intérieur d'église avec famille au premier plan, huile sur toile, 116 × 182 cm, musée du Louvre, Paris[15].
- vers 1640 : Intérieur d'une chapelle (Œuvre anciennement attribuée à Emmanuel De Witte). Huile sur bois, 55,5 × 82 cm, musée des beaux-arts de Blois[16].
- Intérieur d’église, huile sur carton, 24 × 33 cm, musée des beaux-arts de Bordeaux[17].

Belgique
- 1645 : Intérieur d'église, 37,5 × 57 cm, musées royaux des beaux-arts, Bruxelles[18].
- Intérieur d'église, dont les figures sont attribuées à Frans Francken II. Huile sur toile, 169 × 146 cm, musées royaux des beaux-arts, Bruxelles[19].
- Réception dans le parc d'un palais italianisant (Œuvre anciennement attribuée à Sébastien Vrancx). Huile sur bois, 67,5 × 139,5 cm, musées royaux des beaux-arts, Bruxelles[20].

Royaume-Uni
- 1591-1624 : Interior of a Cathedral Dedicated to a Profane Form of Worship, huile sur bois, 63 × 92 cm, Maidstone Museum & Art Gallery (en), Kent[21].
- 1600-1649 : A Bagnio, huile sur cuivre, 60 × 82 cm, Petworth House, Sussex de l'Ouest[22].
- 1600-1649 : Christ with Nicodemus, huile sur cuivre, 13 × 21 cm, Petworth House, Sussex de l'Ouest[23].
- 1604-1615 : The Interior of a Gothic Church looking East, dont les figures sont probablement de Jan Brueghel l'Ancien. Huile sur cuivre, 36,7 × 55 cm, National Gallery de Londres[24].
- vers 1609 : The Interior of a Gothic Church looking East, dont les figures sont probablement d'un autre artiste. Huile sur cuivre, 10,5 × 15,3 cm, National Gallery de Londres[25].
- vers 1610 : Croesus and Solon, dont les figures (et peut-être les fleurs) sont d'un disciple de Jan Brueghel l'Ancien. Huile sur cuivre, 31,1 × 22,9 cm, National Gallery de Londres[26].
- 1610 : A Man kneels before a Woman in the Courtyard of a Renaissance Palace, dont les figures sont probablement d'un autre artiste. Huile sur cuivre, 40,2 × 69,8 cm, National Gallery de Londres[27].
- 1615 : The Interior of a Gothic Church looking East, dont les figures sont probablement de Jan Brueghel l'Ancien, en comparant avec le tableau du même titre. Huile sur cuivre, 25,6 × 40,2 cm, National Gallery de Londres[28].
- 1615 : The liberation of St. Peter, huile sur bois, 11,7 × cm de diamètre, Fitzwilliam Museum, Cambridge[29].
- 1617-1649 : A Church Interior with Figures, huile sur toile, 58,4 × 83,8 cm, Uppark House (en), West Sussex[30].
- 1621 : An Imaginary Church or Cathedral Interior, with possibly a Biblical Scene, huile sur toile, 76 × 115 cm, Petworth House, Sussex de l'Ouest[31].
- 1624 : Saint Jerome in his Study, huile sur bois, 27 × 21,7 cm, Institut Courtauld, Somerset House[32].
- 1626 : The liberation of St Peter, huile sur bois, 38,1 × 52,4 cm, Fitzwilliam Museum, Cambridge[33].
- 1630-1635 : An Interior with King Charles I, Queen Henrietta Maria, Jeffery Hudson, William Herbert, 3rd Earl of Pembroke and his brother Philip Herbert, later 4th Earl of Pembroke, huile sur toile, 110 × 145 cm, Lancaster House, Londres[34].
- 1632 : Interior of a Church at Night, avec un disciple de Pieter Neefs l'ancien. Huile sur bois, 47,1 × 65,7 cm, Collection de la National Gallery de Londres[35].
- 1670-1699 : Queen Henrietta Maria (1609 - 1669), école de Sir Anthony Van Dyck. L'influence de Van Steenwijck est présente par la représentation de bâtiments fantastiques. Sur la droite de l'arrière-plan, un bâtiment à colonnes et à l'extrémité d'une cour pavée, à gauche, un édifice imaginaire à colonnades sur deux étages qui reflète la présence de l'artiste, qui séjourna à Londres de 1617 à 1637. Huile sur toile, 106,7 × 83,4 cm, Penrhyn Castle (en), Galles du Nord[36].
- 1670-1699 : Saint Peter delivered from Prison, huile sur toile, 127 × 178 cm, The Vyne (en), Hampshire[37].
- A Man and Woman at Table, dont les experts n'ont pas déterminé s'il s'agit de l’œuvre de l'artiste ou de son père. Huile sur cuivre, 13,5 × 23 cm, Calke Abbey, Derbyshire[38].
- Church Interior, huile sur toile, 80,2 × 107,1 cm, National Museums Northern Ireland (en), Cultra (en)[39].
- Interior of a Church with figures, huile sur cuivre, 25,5 × 40,5 cm, Nostell Priory, West Yorkshire[40].
- Three Figures conversing in a Moonlit Castle, dont les experts n'ont pas déterminé s'il s'agit de l’œuvre de l'artiste ou de son père. Huile sur cuivre, 13,5 × 23 cm, Calke Abbey, Derbyshire[41].

Autriche
- 1600 : Sogenannte Dritte Kugellaufuhr (Soi-disant troisième balle), avec Christoph Margraf (1595-1612) et Jan Vermeyen (en) (1559-1608). Pendule de Congreve (en) (William Congreve), 59 × 36 × 39 cm, musée d'histoire de l'art de Vienne[42].
- 1604 : Befreiung Petri (Libération de Pierre), huile sur bois, 37 × 47 cm, musée d'histoire de l'art de Vienne[43].
- 1605 : Inneres einer gotischen Kirche (Intérieur d'une église gothique), huile sur cuivre, 37,5 × 48,5 cm, musée d'histoire de l'art de Vienne[44].
- 1621 : Befreiung Petri (Libération de Pierre), huile sur toile, 155 × 197,5 cm, musée d'histoire de l'art de Vienne[45].
- 1635 : Befreiung Petri (Libération de Pierre), huile sur bois, 24 × 30 cm, musée d'histoire de l'art de Vienne[46].

Espagne
- 1600-1649 : Christ in the Hall of the High Priest, huile sur cuivre, 41 × 50 cm, musée du Prado, Madrid[47].
- 1600-1649 : The Denial of Saint Peter, huile sur cuivre, 42 × 50 cm, musée du Prado, Madrid[48].

États-Unis
- 1618 : The liberation of St. Peter, huile sur bois, 52,1 × 65,4 cm, Norton Simon Museum, Pasadena[49].

Hongrie
- La Délivrence de Saint Pierre, 48 × 60 cm, musée des beaux-arts de Budapest[50].

Œuvres précédemment attribuées à Van Steenwijck
- 1638 : Interior of a Flemish Cathedral with figures, de Bartholomeus van Bassen. Huile sur bois, 63,5 × 83,4 cm, Nostell Priory, West Yorkshire[51].
- Interior of the Church of Saint Peter at Louvain, de Paul Vredeman de Vries. Huile sur toile, 94 × 133,4 cm, Nostell Priory, West Yorkshire[52].